# آدا بلاكجاك
آدا بلاكجاك (بالإنجليزية: Ada Blackjack)‏‏ (10 مايو 1898 - 29 مايو 1983 في بالمر) مستكشفة من الولايات المتحدة.